# صاقورية ياباني
صاقورية ياباني (الاسم العلمي: Calvatia nipponica) هي نوع من الفطريات يتبع جنس الصاقورية من الفصيلة الغاريقونية.